# Vajacki marš
«Vajacki marš» (en cirílico: Ваяцкі марш, 'Marcha de los guerreros', también conocido como «My vyjdziem ščylnymi radami» - en cirílico: Мы выйдзем шчыльнымі радамі- 'Ven, debemos marchar con esfuerzo conjunto') fue el himno nacional de la efímera República Popular Bielorrusa que existió entre 1918 y 1919. Actualmente, hay un gobierno en el exilio cuya sede está en Nueva York. Las letras de esta canción fueron publicadas por primera vez en 1919 en un periódico de Minsk, pero la melodía fue aprobada en 1920, cuando el gobierno de esta nación ya estaba en el exilio.
Durante la ocupación soviética de Bielorrusia, la marcha fue prohibida. Hubo intentos para adaptar la letra como reemplazar la frase «Bandera blanca y roja» con los colores de la bandera soviética Por todo el siglo XX, este himno se usó para movimientos independentistas bielorrusos. Después de la independencia de Bielorrusia de la URSS, hubo propuestas para hacer a «Vajacki Marš» el himno de la recién creada Bielorrusia. En particular, escritores y otras figuras como Vasil Bykaŭ, Alés Adamóvich y Ryhor Baradulin hicieron un llamado para que «Vajacki marš» volviese a ser el himno de Bielorrusia. Otros símbolos de la República Popular Bielorrusa, como la bandera blanca con una franja roja en medio, fueron vueltos a reconocer cómo símbolos nacionales. Hoy, «Vajacki Marš» goza de cierta popularidad entre la oposición democrática bielorrusa y se menciona tradicionalmente como una de las posibles alternativas propuestas al himno oficial actual.

## Letra
| Letra en Bielorruso (Cirílico) Мы выйдзем шчыльнымі радамі На вольны родны наш прастор. Хай воля вечна будзе з намі, А гвалту мы дамо адпор! Хай аджыве закамянелы Наш беларускі вольны дух; Штандар наш бел-чырвона-белы, Пакрыў сабой народны рух! На бой! За шчасьце і за волю Народу слаўнага свайго! Браты, цярпелі мы даволі. На бой! — усе да аднаго! Імя і сілу беларуса Няхай пачуе й бачыць той, Хто сьмее нам нясьці прымусы I першы выкліча на бой. Браты, да шчасьця мы падходзім: Хай гром грыміць яшчэ мацней! У крывавых муках мы народзім Жыцьцё Рэспублікі сваей! | Letra en Bielorruso Łacinka My vyjdziem ščylnymi radami Na volny rodny naš prastor. Chaj vola večna budzie z nami, A hvałtu my damo adpor! Chaj adžyve zakamianieły Naš biełaruski volny duch; Štandar naš bieł-čyrvona-bieły, Pakryŭ saboj narodny ruch! Na boj! Za ščaście i za volu Narodu słaŭnaha svajho! Braty, ciarpeli my davoli. Na boj! – Usie da adnaho! Imia i siłu biełarusa Niachaj pačuje j bačyć toj, Chto śmieje nam niaści prymusy I pieršy vykliča na boj. Braty, da ščaścia my padchodzim: Chaj hrom hrymić jašče macniej! U kryvavych mukach my narodzim Žyćcio Respubliki svajej! |

| Letra en ortografía polaca My wyjdziem szczylnymi radami Na wolny rodny nasz prastor. Chaj wola wieczna budzie z nami, A hwałtu my damo adpor! Chaj adżywie zakamianieły Nasz biełaruski wolny duch. Sztandar nasz bieł-czyrwona–bieły, Pakryj saboj narodny ruch! Na boj! Za szczaście i za wolu Narodu sławnaha swajho! Braty, ciarpieli my dawoli, Na boj – usie da adnaho! Imia i siłu biełarusa Niachaj paczuje j baczyć toj, Chto śmieje nam niaści prymusy I pierszy wyklicza na boj. Braty, da szczaścia my padchodzim: Chaj hrom hrymić jaszcze macniej! W krywawych mukach my narodzim Żyćcio Respubliki swajej! | Traducción al Español Ven, debemos marchar en esfuerzo conjunto A través de nuestra tierra natal; Que la libertad habite con nosotros siempre, Y que cada ataque resistamos. Larga vida al valiente espíritu bielorruso, El libre y orgulloso espíritu de la nación! Banderas Blanco, Rojo, y blanco ondean Encima de nuestra lucha por la liberación. ¡A las armas!, Que la felicidad y la libertad, Para nuestro valiente pueblo ganaremos la batalla; Por mucho en el tormento hemos sangrado, ¡A la batalla, todos y cada uno! Que el nombre y poder de Bielorrusia Sean vistos y escuchados de cerca y lejos; Todos los que nos han gobernado sin derecho, Primero que se atrevan a enfrentarnos en batalla. Hermanos, marchemos hacia la fortuna: Dejen que el trueno ruja más fuerte en la lucha! Traeremos al nacimiento, después de una tortura angustiosa, Para nuestra querida República una nueva vida! |